# 00 династия
00 династия (нем. 00 Dynastie, англ. 00 Dynasty) — термин, принятый некоторыми египтологами для выделения ряда местных правителей додинастического Египта, а именно — Рыбы, Слона, Быка, Скорпиона I. Является не родственным, а хронологическим объединением фараонов около 3500—3200 гг. до н. э., что соответствует фазам культуры Негада — IIc, IId1, IId2, IIIa1 и IIIa2. Фараоны этой группы («династии») царствовали в некоторых протогосударствах Верхнего Египта и позиционируются как предшествующие представителям 0 династии, которые, предположительно, уже могли править значительными египетскими царствами — «Верхним», «Нижним» или объединённым Египтом.

## Название
Первым использовал термин «династия 00» египтолог Э. ван ден Бринк в 1992 году, он относил к ней членов правящего класса, похороненных в некрополе U (Абидос), «которые были, возможно, предшественниками 0 династии». Другой учёный, Г. Дрейер (нем. Günter Dreyer), уже в шутку использовал этот термин для обозначения фараонов, правивших ранее фазы Накада IIIb. Фактически обозначение «династия 00» является искусственным, так как её правители объединены только по хронологическому принципу и могут быть не связаны ни родственно (кроме местных родовых линий), ни территориально — некоторые даже правили в разных государственных образованиях. Исследователь додинастического Египта Ф. Раффаэле считает использование термина некорректным, но добавляет, что это относится и к большинству последующих династий, где также прослеживается искусственное объединение фараонов в родственные «династии». На сегодняшний день, при правильном понимании условности категории «династия 00» (как и менее вводящей в заблуждение категории «династии 0»), она представляет удобство при различении фараонов додинастического периода.

## Общее описание
Многие выводы современных исследователей о деятельности представителей 00 династии являются гипотетическими, что связано с крайне немногочисленными археологическими находками. Предположительна и хронология правления этих фараонов, которая в трудах различных исследователей может несколько отличаться. В. Кайзер в работах 1957 и 1990 гг. считает началом правления первых фараонов период Негада IIIa2, начинающийся у него в 3200 г. до н. э.; у С. Хендрикса, в работе 1996 г., это другая фаза Негады — IIIa1, однако также начинающаяся в 3200 г. до н. э. Согласно одной из последних версий хронологии додинастического периода — по Ф. Раффаэле в работе 2002 года — фараоны 00 династии правили с 3500 по 3200 гг. до н. э. (Негада IIc, IId1, IId2, IIIa1 и IIIa2 — всего около 300 лет). Также Ф. Раффаэле утверждает, что находки ряда артефактов, подтверждающих существование правителей ранее 3500 г. до н. э., выходят за принятые в его хронологии временные рамки 00 династии, и в будущем это приведёт к пересмотру взглядов на время появления первых фараонов и расширению хронологических границ их «царств».
Правление фараонов 00 династии характеризуется культурной унификацией протоегиптян, что свидетельствует о наличии контактов между племенными объединениями. Территория, на которой локализуют протогосударства правителей 00 династий, — Верхний Египет. Сейчас египтологам достоверно известно о существовании трёх наиболее важных «царств» (иногда употребляется термин «конфедерации»), сложившихся вокруг следующих центров: 1) Чени (др.-греч. Тинис) и/или Абджу (др.-греч.  Абидос); 2) Негада, Небут (др.-греч. Омбос); 3) Нехен (др.-греч. Иераконполь). В результате соперничества между ними, несколько позднее, образовалось верхнеегипетское «Иераконпольское царство» со столицей в Нехене.

## Фараоны конфедерации Нехена
Одним из древнейших свидетельств существования власти фараона в Нехене (др.-греч. Иераконполь) является роспись в иераконпольской гробнице № 100 (местн. 33). Датировка изображения относится к 3500—3400 гг. до н. э., что соответствует периоду Негада IIс. На росписи присутствуют две процессии с большими лодками, а также различные мотивы, свойственные додинастическим изображениям, характеризующим военные кампании, — вождь побивает пленённого врага, приручённые/захваченные животные, боевые сцены и охота. Роспись интерпретируется египтологами как сообщение о войне, победе, соответствующей церемонии и ритуалах, символизирующих общее торжество. 
| Фараоны, идентифицируемые на различных артефактах по Ф. Раффаэле. (указаны фазы Негада и ориентировочные временные границы в годах до нашей эры) |     |                              | |
| Период | Имя | Артефакты                    | Фрагмент росписи в гробнице № 100 — древнейшее свидетельство существования власти фараона в Нехене (Иераконполь) |
| Iа-IIa (3900—3600) | ?   | гробницы № 3, № 6 (местн. 6) | Фрагмент росписи в гробнице № 100 — древнейшее свидетельство существования власти фараона в Нехене (Иераконполь) |
| Iа-IIa (3900—3600) | …   |                              | Фрагмент росписи в гробнице № 100 — древнейшее свидетельство существования власти фараона в Нехене (Иераконполь) |
| IIc (3500—3400) | ?   | гробница № 100 (местн. 33)   | Фрагмент росписи в гробнице № 100 — древнейшее свидетельство существования власти фараона в Нехене (Иераконполь) |
| IIc (3500—3400) | …   |                              | Фрагмент росписи в гробнице № 100 — древнейшее свидетельство существования власти фараона в Нехене (Иераконполь) |
| IIIa1-IIIa2 (3300—3200) | ?   | гробница № 11 (местн. 6)     | Фрагмент росписи в гробнице № 100 — древнейшее свидетельство существования власти фараона в Нехене (Иераконполь) |
| IIIa1-IIIa2 (3300—3200) | …   |                              | Фрагмент росписи в гробнице № 100 — древнейшее свидетельство существования власти фараона в Нехене (Иераконполь) |
| Фараоны-преемники (см. 0 династия): Скорпион II.                                                                                                 |     |                              | Фрагмент росписи в гробнице № 100 — древнейшее свидетельство существования власти фараона в Нехене (Иераконполь) |

## Фараоны конфедерации Тиниса/Абидоса
Одна из последних реконструкций имён и очерёдности правителей конфедерации с центром в Чени (др.-греч. Тинис) и/или Абджу (др.-греч. Абидос), представлена немецким египтологом Г. Дрейером. В своих предположениях он в основном опирался на интерпретацию граффити с колоссов бога Мина (Коптос), протоиероглифов с бирок из гробницы U-j (Умм эль-Кааб, Абидос) и Ливийской палетки (англ. Libyan Palette) (Абидос). Однако не следует исключать возможность того, что надписи (все или часть) могут представлять собой не имена правителей, а топонимы — названия какого-либо нома или города.
| Фараоны, идентифицируемые на различных артефактах, по Г. Дрейру и Ф. Раффаэле. (указаны фазы Негада и ориентировочные временные границы в годах до нашей эры) |                          |              |              |                                       | |
| Период | Имя                      | Артефакты    | Артефакты    | Артефакты                             | Гробница U-j — один из источников артефактов, вероятно, связанных с фараонами «00 династии», а также возможное место захоронения Скорпиона I (Умм эль-Кааб, Абидос) |
| Период | Имя                      | Колоссы Мина | Гробница U-j | Другое                                | Гробница U-j — один из источников артефактов, вероятно, связанных с фараонами «00 династии», а также возможное место захоронения Скорпиона I (Умм эль-Кааб, Абидос) |
| Ic-IIa (3750—3600) | ?                        | —            | —            | С-керамика (гробница U-239)           | Гробница U-j — один из источников артефактов, вероятно, связанных с фараонами «00 династии», а также возможное место захоронения Скорпиона I (Умм эль-Кааб, Абидос) |
| Ic-IIa (3750—3600) | …                        |              |              |                                       | Гробница U-j — один из источников артефактов, вероятно, связанных с фараонами «00 династии», а также возможное место захоронения Скорпиона I (Умм эль-Кааб, Абидос) |
| IIc-IId2 (3500—3300) | ?                        | —            | —            | хека-скипетр (гробница U-547)         | Гробница U-j — один из источников артефактов, вероятно, связанных с фараонами «00 династии», а также возможное место захоронения Скорпиона I (Умм эль-Кааб, Абидос) |
| IIc-IId2 (3500—3300) | ?                        | —            | —            | рукоять ножа (гробница U-503)         | Гробница U-j — один из источников артефактов, вероятно, связанных с фараонами «00 династии», а также возможное место захоронения Скорпиона I (Умм эль-Кааб, Абидос) |
| IIc-IId2 (3500—3300) | ?                        | —            | —            | рукоять ножа, фрагм. (гробница U-127) | Гробница U-j — один из источников артефактов, вероятно, связанных с фараонами «00 династии», а также возможное место захоронения Скорпиона I (Умм эль-Кааб, Абидос) |
| IIc-IId2 (3500—3300) | …                        |              |              |                                       | Гробница U-j — один из источников артефактов, вероятно, связанных с фараонами «00 династии», а также возможное место захоронения Скорпиона I (Умм эль-Кааб, Абидос) |
| IIIa1-IIIa2 (3300—3200) | ?                        | + ?          | —            | —                                     | Гробница U-j — один из источников артефактов, вероятно, связанных с фараонами «00 династии», а также возможное место захоронения Скорпиона I (Умм эль-Кааб, Абидос) |
| IIIa1-IIIa2 (3300—3200) | Раковина                 | +            | +            | —                                     | Гробница U-j — один из источников артефактов, вероятно, связанных с фараонами «00 династии», а также возможное место захоронения Скорпиона I (Умм эль-Кааб, Абидос) |
| IIIa1-IIIa2 (3300—3200) | Рыба                     | —            | +            | —                                     | Гробница U-j — один из источников артефактов, вероятно, связанных с фараонами «00 династии», а также возможное место захоронения Скорпиона I (Умм эль-Кааб, Абидос) |
| IIIa1-IIIa2 (3300—3200) | Слон                     | +            | +            | —                                     | Гробница U-j — один из источников артефактов, вероятно, связанных с фараонами «00 династии», а также возможное место захоронения Скорпиона I (Умм эль-Кааб, Абидос) |
| IIIa1-IIIa2 (3300—3200) | Бык                      | +            | —            | W-керамика                            | Гробница U-j — один из источников артефактов, вероятно, связанных с фараонами «00 династии», а также возможное место захоронения Скорпиона I (Умм эль-Кааб, Абидос) |
| IIIa1-IIIa2 (3300—3200) | (Бычья/коровья голова ?) | + ?          | —            | —                                     | Гробница U-j — один из источников артефактов, вероятно, связанных с фараонами «00 династии», а также возможное место захоронения Скорпиона I (Умм эль-Кааб, Абидос) |
| IIIa1-IIIa2 (3300—3200) | Аист                     | +            | + ?          | —                                     | Гробница U-j — один из источников артефактов, вероятно, связанных с фараонами «00 династии», а также возможное место захоронения Скорпиона I (Умм эль-Кааб, Абидос) |
| IIIa1-IIIa2 (3300—3200) | Собака                   | +            | +            | —                                     | Гробница U-j — один из источников артефактов, вероятно, связанных с фараонами «00 династии», а также возможное место захоронения Скорпиона I (Умм эль-Кааб, Абидос) |
| IIIa1-IIIa2 (3300—3200) | Бычья/коровья голова ?   | —            | + ?          | —                                     | Гробница U-j — один из источников артефактов, вероятно, связанных с фараонами «00 династии», а также возможное место захоронения Скорпиона I (Умм эль-Кааб, Абидос) |
| IIIa1-IIIa2 (3300—3200) | Скорпион I               | —            | +            | —                                     | Гробница U-j — один из источников артефактов, вероятно, связанных с фараонами «00 династии», а также возможное место захоронения Скорпиона I (Умм эль-Кааб, Абидос) |
| Фараоны-преемники (см. 0 династия): Сокол I, Мин, Сокол II, Лев, Двойной Сокол, Ири-Хор, Ка, Скорпион II Нармер.                                              |                          |              |              |                                       | Гробница U-j — один из источников артефактов, вероятно, связанных с фараонами «00 династии», а также возможное место захоронения Скорпиона I (Умм эль-Кааб, Абидос) |